# Mette Nielsen (nadadora)
Mette Nørskov Nielsen (Esbjerg, Dinamarca, 28 de febrero de 1975) es una nadadora retirada especializada en pruebas de estilo libre. Consiguió una medalla de bronce durante el Campeonato Europeo de Natación de 1991 en la prueba de 4x100 metros libres.
Representó a Dinamarca en los Juegos Olímpicos de Barcelona 1992 y Atlanta 1996.

## Palmarés internacional
| Campeonato Europeo de Natación | Campeonato Europeo de Natación | Campeonato Europeo de Natación | Campeonato Europeo de Natación |
| Año                            | Lugar                          | Medalla                        | Prueba                         |
| ------------------------------ | ------------------------------ | ------------------------------ | ------------------------------ |
| 1991                           | Atenas (Grecia)                | Medalla de bronce              | 4x100 m libres                 |